# Leomil (Almeida)
Leomil ist ein Ort und eine ehemalige Gemeinde im Nordosten Portugals.

## Geschichte
Funde und erhalten gebliebene Bauten wie ein Brunnen stammen aus römischer bis arabischer Zeit. Der heutige Ort entstand neu im Zuge der Besiedlungen während der mittelalterlichen Reconquista und unterstand lange dem Templerorden. Die Gemeindekirche und das Steinkreuz etwa stammen aus dem 12. Jahrhundert.
Leomil gehörte zum Kreis Castelo Mendo, kam mit dessen Auflösung 1855 zum Kreis Sabugal und ist seit 1870 eine Gemeinde des Kreises Almeida. Mit der Gebietsreform 2013 wurde die Gemeinde Leomil aufgelöst und mit drei anderen Gemeinden zur neuen Gemeinde Leomil, Mido, Senouras e Aldeia Nova zusammengefasst.

## Verwaltung

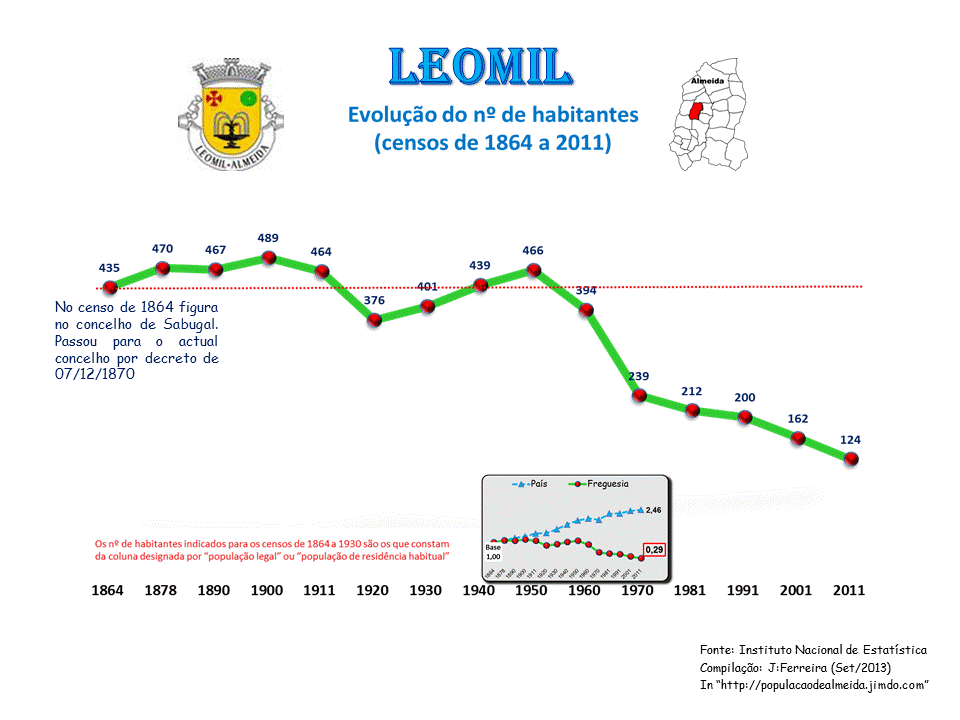
Bevölkerungsentwicklung der Gemeinde Leomil (1864–2011)

Leomil war Sitz einer gleichnamigen Gemeinde (Freguesia) im Kreis (Concelho) von Almeida im Distrikt Guarda. In der Gemeinde lebten 108 Einwohner auf einer Fläche von 13,42 km² (Stand 30. Juni 2011).
Zwei Ortschaften liegen im Gebiet der ehemaligen Gemeinde:
- Ansul
- Leomil

| Jahre     | 1864 | 1878 | 1890 | 1900 | 1911 | 1920 | 1930 | 1940 | 1950 | 1960 | 1970 | 1981 | 1991 | 2001 | 2011 | 2016 |
| Einwohner | 273  | 340  | 396  | 434  | 429  | 407  | 398  | 438  | 474  | 475  | 302  | 255  | 230  | 134  | 104  | 103  |

Im Zuge der Gemeindereform vom 29. September 2013 wurden die Gemeinden Leomil, Aldeia Nova, Senouras und Mido zur neuen Gemeinde União das Freguesias de Leomil, Mido, Senouras e Aldeia Nova zusammengefasst.